# Dudvasodrómoly

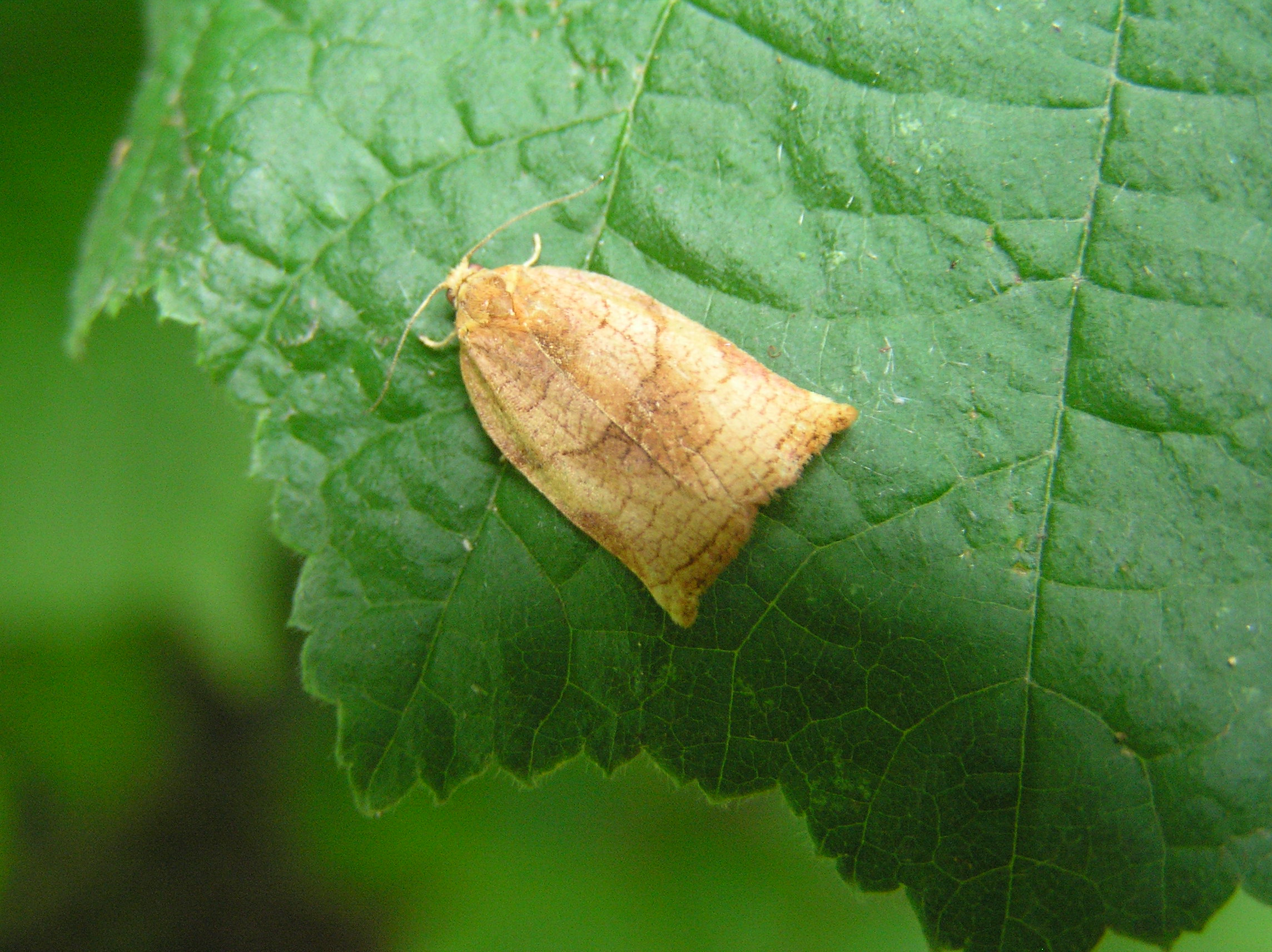
Dudvasodrómoly nősténye

A dudvasodrómoly (Archips podana) a valódi lepkék (Glossata) alrendjébe tartozó sodrólepkefélék (Tortricidae) családjának egyik, hazánkban is honos faja.

## Elterjedése, élőhelye
Ez a palearktikus faj egész Európában, valamint Ázsia északi részén egészen Japánig terjedt el. Amerikában egyszer észlelték. Hazánkban az erdős domb- és hegyvidékeken általános.

## Megjelenése
Szárnya barnán tarkázott; a szárny fesztávolsága 18–22 mm.

## Életmódja
Nyugat-Európában évente egy nemzedéke kel ki, nálunk kettő. Az Archips fajoktól szokatlan módon L3 fejlettségű hernyói telelnek át. Az áttelelt hernyók eleinte a rügyeket eszik, majd azok kipattanása után a leveleket. A lepkék májustól júniusig rajzanak. A hernyók második nemzedéke is a lombozatban táplálkozik, és lepkéi a nyár második felében rajzanak.
E polifág faj hernyói nemcsak a legkülönfélébb lombos fákon élnek meg, de különféle lágy szárú növényeken is. Bár hazánkban sokfelé előfordul, de nincs gazdasági jelentősége, Anglia déli részein viszont komoly alma-, körte- és szilvapusztítóként ismerik.